# ASAP Rocky
ASAP Rocky (zapis stylizowany: A$AP Rocky, wym. [ˈeɪsæp rɑː.ki]), właśc. Rakim Athelaston Mayers (ur. 3 października 1988 w Harlemie) – amerykański raper, producent muzyczny, autor tekstów i projektant mody pochodzenia barbadoskiego. Swoją karierę muzyczną rozpoczął jako członek kolektywu hiphopowego A$AP Mob, od którego przyjął pseudonim. W sierpniu 2011 roku singiel Mayersa „Peso” wyciekł do Internetu i już po kilku tygodniach zaczął być grany w radiu. W październiku tego samego roku podpisał kontrakt z Polo Grounds Music, wytwórnią RCA Records, i wkrótce potem wydał swój debiutancki mixtape Live. Love. A$AP (2011), który spotkał się z szerokim uznaniem krytyków.
Singiel Mayersa z 2012 roku „Fuckin' Problems” (z udziałem Drake’a, 2 Chainza i Kendricka Lamara) był jego pierwszym singlem na liście Billboard Hot 100, który zajął ósme miejsce, otrzymał nominację do nagrody Best Rap Song podczas 56. ceremonii wręczenia nagród Grammy i poprzedził jego debiutancki album studyjny Long. Live. A$AP (2013). Płyta spotkała się z uznaniem krytyków i sukcesem komercyjnym, zadebiutowała na szczycie listy Billboard 200 i uzyskała podwójną platynową płytę od Recording Industry Association of America (RIAA). Jego drugi album, At. Long. Last. A$AP (2015) również zadebiutował na szczycie list przebojów i cieszył się uznaniem krytyków; singiel „L$D” zdobył nominację do nagrody dla najlepszego teledysku podczas 58. ceremonii wręczenia nagród Grammy. Jego trzeci album Testing (2018) znalazł się w pierwszej piątce zestawienia Billboard 200, natomiast wydanie czwartego albumu Don't Be Dumb planowane jest na 2025 rok.
Mayers zdobył nagrodę BET, dwie nagrody BET Hip Hop, nagrodę MTV Video Music Award Japan i nagrodę MTVU Woodie Award. Jego nominacje obejmują dwie nagrody Grammy, sześć nagród World Music Awards, trzy nagrody MTV Video Music Awards i dwie nagrody MTV Europe Music Awards. Ponadto Mayers pracował przy reżyserii teledysków, a także przy ich produkcji lub współtworzył je dla innych artystów, często pod pseudonimem Lord Flacko.

## Życiorys
Rakim Athelaston Mayers urodził się 3 października 1988 roku w dzielnicy Harlem na Manhattanie w Nowym Jorku. Jego ojciec pochodzi z Barbadosu. Ma starszego brata (nieżyjącego) i starszą siostrę Erikę. Zarówno imię Rakima, jak i Eriki pochodzi od duetu Eric B. & Rakim. Jego kuzyn, ASAP Nast, jest członkiem hip-hopowego kolektywu A$AP Mob.
Mayers zaczął rapować w wieku dziewięciu lat, kiedy przeprowadził się do Harrisburg w Pensylwanii. Rapowania nauczył się od starszego brata, który nosił fryzurę typu „cornrows”, którą później przejął Mayers. Kiedy Mayers miał 13 lat, jego brat został zamordowany w Harlemie. Śmierć ta zainspirowała Mayersa do poważniejszego podejścia do rapu. Mayers dorastał, podziwiając pochodzącą z Harlemu grupę rapową The Diplomats. Na jego twórczość wpłynęli również artyści z Mobb Deep, Three 6 Mafia, UGK, Run-DMC, Wu-Tang Clan i Bone Thugs-n-Harmony.
Kiedy Mayers miał 12 lat, jego ojciec trafił do więzienia, a on spędził nastoletnie lata, tułając się po schroniskach dla bezdomnych wraz z matką i siostrą. Po pewnym czasie spędzonym w schronisku z matką w Nowym Jorku, przeprowadził się do Midtown Manhattan. Jego ojciec zmarł w 2012 roku.

## Kariera

### 2007–2011: Początki kariery
W 2007 roku Mayers dołączył do ekipy A$AP Mob, kolektywu z Harlemu składającego się z raperów, producentów, reżyserów teledysków, projektantów mody i motocyklistów, których łączyły podobne zainteresowania muzyką, modą, stylem i sztuką. Grupę założyli A$AP Yams, A$AP Bari i A$AP Illz. W lipcu 2011 roku Mayers wydał swój singiel „Purple Swag”, który szybko zdobył popularność.
W sierpniu 2011 roku singiel Mayersa „Peso” wyciekł do Internetu i w ciągu kilku tygodni został wyemitowany w popularnej nowojorskiej stacji radiowej Hot 97. Po wydaniu teledysku do piosenki „Purple Swag” zwrócił na siebie uwagę kilku wytwórni płytowych. W październiku wydał Live. Love. A$AP (2011) który spotkał się z uznaniem krytyków. Na początku tego miesiąca podpisał dwuletni kontrakt płytowy o wartości 3 milionów dolarów z wytwórnią Polo Grounds Music Bryana Leacha, której dystrybucją w tamtym czasie zajmował się oddział Sony Music Clive'a Davisa – J Records. Po podpisaniu kontraktu płytowego Mayers założył wytwórnię płytową A$AP Worldwide z A$AP Yams. Jednak umowa Mayersa z J Records okazała się krótkotrwała, kiedy 7 października RCA Music Group ogłosiło, że łączy J Records z Arista i Jive Records w RCA Records. Po zamknięciu wytwórni Mayers (i wszyscy inni artyści, którzy wcześniej podpisali kontrakt z tymi trzema wytwórniami) wydawali w przyszłości swój materiał pod marką RCA. 5 grudnia 2011 roku Mayers został nominowany w plebiscycie BBC „Sound of 2012”.

### 2012–2013: Trasy koncertowe iLong.Live.A$AP

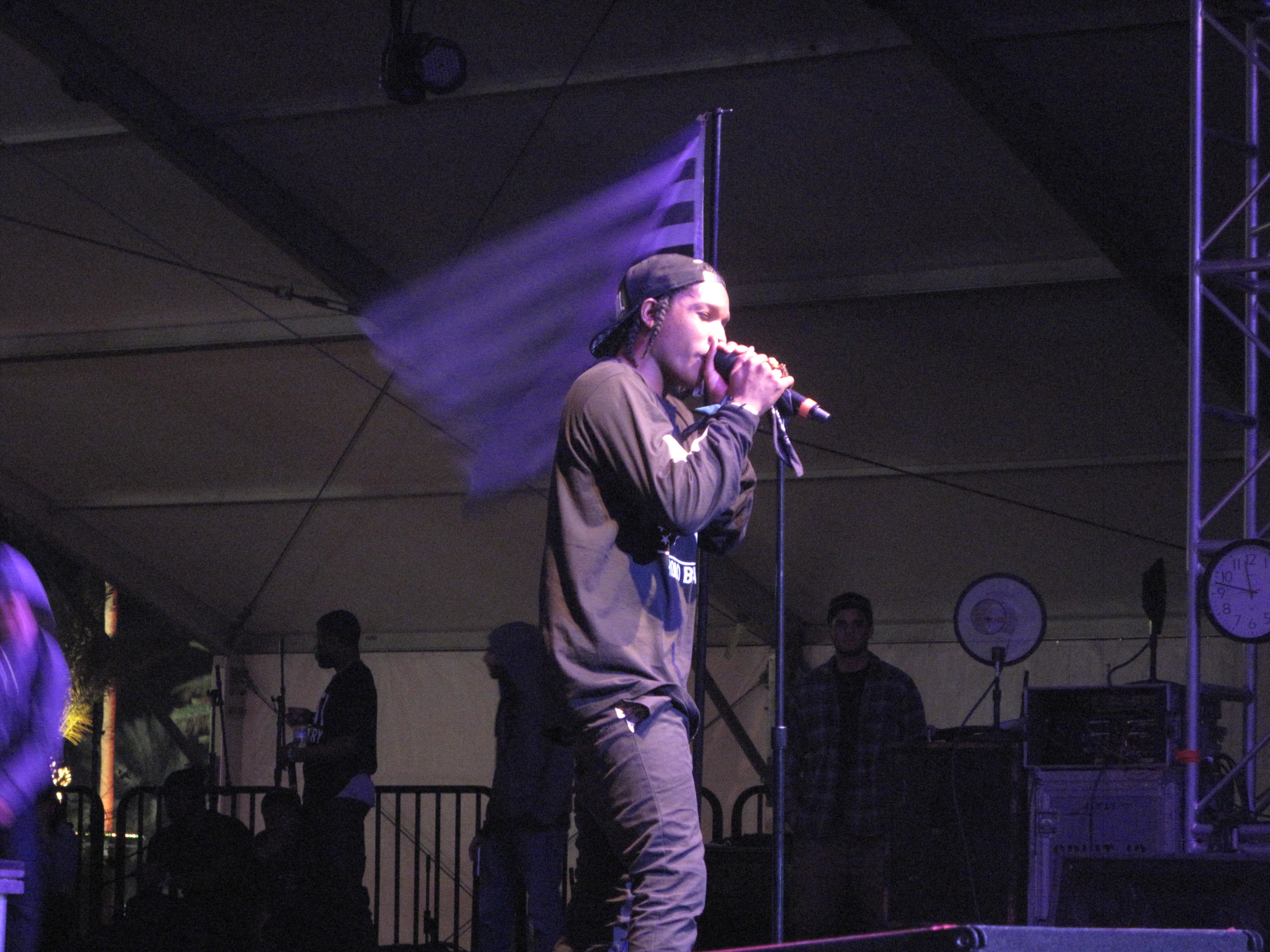
Mayers występujący na Festiwalu Coachella w 2012 roku

W lutym 2012 roku Mayers dołączył do Kendricka Lamara jako support Drake'a na trasie Club Paradise Tour. W czerwcu SpaceGhostPurrp, założyciel kolektywu Raider Klan z siedzibą w Miami i były współpracownik Mayersa, oskarżył A$AP Twelvyy'a o atakowanie Matta Stoopsa z Raider Klan i odciął się od A$AP Mob i Mayersa poprzez opublikowanie filmu na serwis YouTube. On i Raider Klan oskarżyli również A$AP Mob o kopiowanie ich stylu, a Mayersa o wykorzystanie tekstu piosenki „My Enemy” SpaceGhostPurrp'a w utworze „Goldie”. Mayers odpowiedział w wywiadzie dla MTV w lipcu, że SpaceGhostPurrp „próbuje budować szum” i powiedział mu, żeby „trzymał się tworzenia beatów”.
W lipcu 2012 roku Mayers wystąpił na Pitchfork Music Festival. Miał zadebiutować w telewizji w programie Late Night with Jimmy Fallon 20 lipca 2012 roku, ale został aresztowany poprzedniej nocy po rzekomym udziale w bójce z 21-letnim artystą iRome. Do bójki doszło w centrum Manhattanu, a występ odwołano. W przełożonym programie, który został wyemitowany 21 sierpnia, Mayers wystąpił na żywo wykonywając piosenkę „Goldie”. 6 września Mayers wystąpił gościnnie w utworze Rihanny „Cockiness (Love It)” podczas gali MTV Video Music Awards 2012.
Mayers nagrał swój debiutancki album studyjny Long. Live. A$AP (2013), wraz z kilkoma producentami, takimi jak Clams Casino, Hit-Boy, Friendzone, A$AP Ty Beats, Soufein3000 i Joey Fat Beats. „Goldie” został wydany jako pierwszy singiel z albumu 27 kwietnia 2012 roku. 27 sierpnia kolektyw, do którego należy Mayers, A$AP Mob udostępnił do darmowego pobrania mixtape Lords Never Worry (2012). Od września do listopada Mayers promował album trasą koncertową Long Live ASAP Tour, która obejmowała 40 koncertów w Stanach Zjednoczonych, gdzie wystąpili tacy artyści jak Schoolboy Q, Danny Brown i kolektyw A$AP Mob. Long. Live. A$AP ukazał się 15 stycznia 2013 roku i zebrał w większości pozytywne recenzje od krytyków. Album zadebiutował na pierwszym miejscu listy Billboard 200, a w pierwszym tygodniu jego sprzedaż w Stanach Zjednoczonych wyniosła 139 000 egzemplarzy. Do 13 marca 2013, sprzedano 284 000 egzemplarzy. 16 marca 2015 roku Long. Live. A$AP uzyskała certyfikat złotej płyty przyznany przez Recording Industry Association of America (RIAA) za sprzedaż 500 000 egzemplarzy w Stanach Zjednoczonych.
12 kwietnia 2013 roku w wywiadzie dla stacji radiowej Wild 94.9 Mayers ujawnił, że pracuje nad albumem instrumentalnym, który planuje wydać bez zapowiedzi. Opowiedział nawet o swoich ulubionych teledyskach i wspomniał o chęci współpracy z weteranem rapu André 3000. 21 czerwca 2013 roku Mayers poinformował MTV News, że ukończył swój debiutancki album instrumentalny, na którym znajdują się głównie utwory instrumentalne o charakterze ambient, zatytułowany Beauty & The Beast: Slowed Down Sessions (Chapter 1). Początkowo miał on zostać wydany latem i udostępniony do bezpłatnego pobrania, jednakże wydanie albumu zostało opóźnione i nie podano daty premiery. Mayers zapowiedział dwa fragmenty, które miały znaleźć się na kompilacji Beauty & The Beast: Slowed Down Sessions (Chapter 1), zatytułowane „Riot Rave” i „Unicorn”. Projekt na stan 2024 roku nie został ukończony.

### 2014–2017:At. Long. Last. A$AP

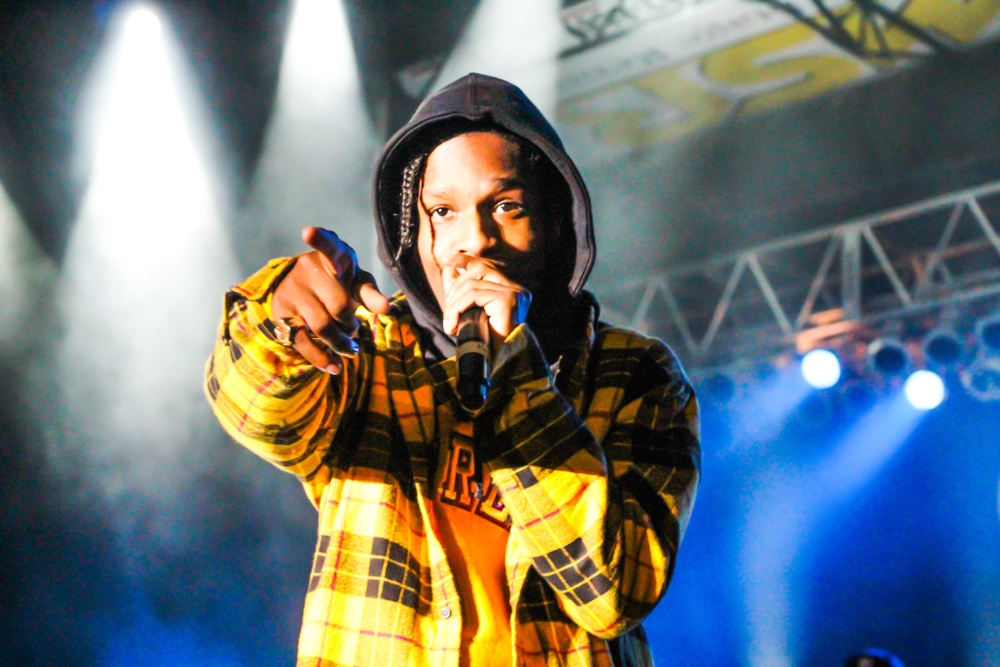
Mayers w 2013 roku

16 marca 2014 Mayers ogłosił, że pracuje nad swoim drugim albumem studyjnym zatytułowanym A.L.L.A. (skrót od At. Long. Last. A$AP), który miał być kontynuacją jego debiutanckiego albumu Long. Live. A$AP (2013). Po opóźnieniu wydania albumu A$AP Mob zatytułowanego L.O.R.D., Mayers nawiązał współpracę z A$AP Fergiem, Nastem i Twelvyyem przy trzecim singlu z albumu, „Hella Hoes”, który ukazał się 6 czerwca 2014 roku. 26 września 2014 roku, lider A$AP Mob, A$AP Yams, ogłosił na swoim koncie Tumblr, że album L.O.R.D. został odwołany. 3 października 2014 roku, w swoje 26. urodziny, Mayers zainicjował krótkotrwałą akcję rozdawania muzyki pod nazwą Flacko Jodye Season, której pierwsza premiera odbyła się wraz z utworem „Multiply” z dodatkowym wokalem Juicy J, a tydzień po premierze wydano ją na iTunes.
W Nowy Rok 2015 Mayers wydał główny singiel ze swojego drugiego albumu At. Long. Last. A$AP (2015) „Lord Pretty Flacko Jodye 2 (LPFJ2)”, będący kontynuacją utworu „Pretty Flacko”. Następnie, 18 stycznia 2015 roku, siedemnaście dni po wydaniu singla, jeden z założycieli kolektywu A$AP Mob oraz mentor Mayersa, Steven „A$AP Yams” Rodriguez, zmarł w wieku 26 lat. W późniejszych raportach dotyczących zgonu stwierdzono, że przyczyną śmierci Yamsa było ostre zatrucie mieszanką narkotyków, podczas gdy Mayers i kilku członków A$AP Mob oraz osób z nią powiązanych stwierdziło, że zmarły przywódca kolektywu zmarł w wyniku bezdechu sennego, który spowodował uduszenie i zachłyśnięcie płuc. Kilka tygodni po śmierci A$AP Yamsa Mayers ujawnił, że nadchodzący album At. Long. Last. A$AP (2015) został wyprodukowany przez rapera Juicy J, producenta Danger Mouse'a, Mayers i A$AP Yams'a.

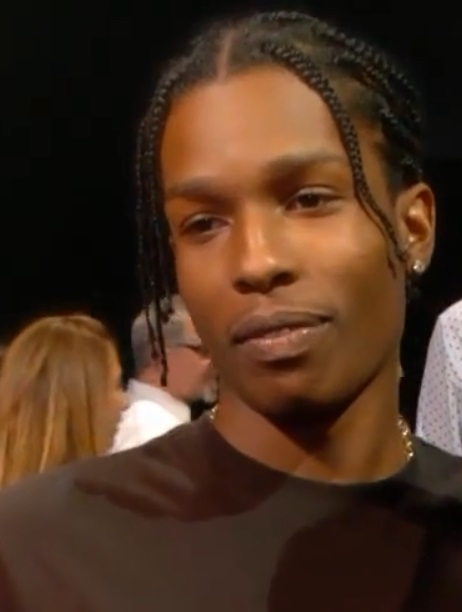
Mayers podczas gali MTV Video Music Awards w 2015 roku

W 2015 roku Mayers zagrał epizodyczną rolę w niezależnym komediodramacie Dope (2015). Premiera filmu odbyła się 21 stycznia 2015 roku na festiwalu filmowym Sundance. Film miał premierę w kinach 12 czerwca 2015 roku. Podczas wydarzenia Mayers opowiedział o swoich uczuciach i żalu po śmierci przyjaciela i partnera. Wykonał na scenie utwór „Multiply” z dedykacją dla pamięci Yams'a, na kilka minut przed tym, jak pobiegł za kulisy, żeby się uspokoić. W marcu 2015 roku Mayers powiedział w wywiadzie dla MTV News, że stworzone przez niego utwory „Wild For The Night” i „Fuckin' Problems” są przez niego teraz znienawidzone z powodu „fanów, którzy twierdzą, że są jego miłośnikami wymieniając powyższe piosenki”.
8 kwietnia 2015 roku raper wydał piosenkę zatytułowaną „M'$”, która zadebiutowała podczas wywiadu dla Red Bull Music Academy i została wydana w sklepie iTunes Store dwa dni później, jednak ogłoszono, że piosenka nie jest oficjalnym singlem z albumu. Album zawierał jednak zremiksowaną wersję utworu, w której drugą zwrotkę Mayersa zastąpiono gościnną zwrotką Lil Wayne'a. 9 maja Mayers zaprezentował okładkę albumu na swojej oficjalnej stronie na Instagramie z podpisem „AT LONG LAST...”. Tego samego dnia opublikował alternatywną okładkę albumu i wydał drugi singiel z albumu zatytułowany „Everyday” z udziałem Roda Stewarta, Miguela i Marka Ronsona (ten drugi był również producentem utworu wraz z Emile’em Haynie). Mayers ogłosił również, że data premiery At. Long. Last. A$AP (2015) została zmieniona na 2 czerwca 2015 roku. Jednak 25 maja 2015 roku, około godziny 18:00 czasu wschodniego, album wyciekł do Internetu, około tydzień przed oczekiwaną premierą. Następnie Mayers zamieścił na Twitterze informację, że album ukaże się o północy (26 maja 2015 roku), zmieniając datę wydania o tydzień wcześniej.
At. Long. Last. A$AP (2015) otrzymał generalnie pozytywne lub mieszane recenzje od krytyków muzycznych. Album został wsparty wydaniem trzech singli: „Lord Pretty Flacko Jodye 2 (LPFJ2)”, „Everyday” i „L$D”. At. Long. Last. A$AP (2015) zadebiutowała na pierwszym miejscu listy Billboard 200, sprzedając się w Stanach Zjednoczonych w nakładzie 116 000 egzemplarzy. Podsumowując, dzięki temu albumowi Mayers po raz drugi z rzędu znalazł się na pierwszym miejscu list przebojów. W Kanadzie album zadebiutował na pierwszym miejscu, sprzedając się w nakładzie 11 000 egzemplarzy. Album spędził kolejne dwa tygodnie poza pierwszą dziesiątką listy Billboard 200.  Na stan lipca 2015 roku, album sprzedał się w Stanach Zjednoczonych w nakładzie 215 000 egzemplarzy.
11 czerwca 2015 roku Mayers wystąpił w programie The Tonight Show, gdzie wykonał piosenkę „L$D” z zespołem The Roots. W czerwcu potwierdzono, że Mayers wystąpił w singlu „Good for You” Seleny Gomez. W czerwcu 2015 roku pojawił się w segmencie „Carpool Karaoke” programu The Late Late Show, jadąc z Rodem Stewartem i gospodarzem Jamesem Cordenem. Mayers wystąpił w utworze „Blend Family (What You Do for Love)”, napisanym wspólnie z Alicią Keys z jej szóstego album studyjnego Here z 2016 roku. Wystąpił również w dwóch utworach, „Summer Bummer” (wraz z Playboi Carti) i „Groupie Love”, z albumu Lust for Life Lany Del Rey z 2017 roku. Mayers wystąpił u boku raperki Cardi B w utworze „No Limit” G-Eazy'ego, wydanym we wrześniu 2017 roku. W październiku 2017 roku wystąpił także w utworze „Pick It Up” Famous Dex'a.

### 2018–2022:Testing
23 stycznia 2018 roku Mayers wydał na SoundCloud utwór „☆☆☆☆☆ 5ive $tar$”, wyprodukowany przez Metro Boomina, Fransa Mernicka, Jordana Blackmona i Daniela Lynasa, z udziałem niewymienionego w napisach wokalu DRAM. Przez kolejne dwa dni prezentował utwory „Above”, wyprodukowane przez Mernicka, i „Money Bags Freestyle (Dean Blunt Meditation)”, wyprodukowane przez Blunta, z udziałem niewymienionego w napisach wokalu Lil Yachty’ego. Utwory zostały podpisane „TESTING COMING SOON” i „THIS IS JUST A TEST”, co doprowadziło do spekulacji, że promują one nadchodzący album studyjny zatytułowany Testing (2018). 16 lutego Mayers nawiązał współpracę z Gucci Mane i 21 Savage przy utworze „Cocky”, promującym film Uncle Drew. 27 marca wydał singiel „Bad Company”. W filmie występuje raper BlocBoy JB, a w materiałach marketingowych pojawiają się dalsze nawiązania do Testing (2018). 5 kwietnia wydał drugi singiel: „A$AP Forever”. W utworze wykorzystano fragment singla producenta muzycznego Moby'ego z 2000 roku zatytułowanego „Porcelain”, w którym wymieniono go jako gościnnego artystę. Utwór miał premierę w programie telewizyjnym The Tonight Show wraz z nowym utworem „Distorted Records”, a następnego dnia opublikowano do niego teledysk. Dzień później Mayers znalazł się w piosence „One Track Mind” z piątego albumu rockowego zespołu Thirty Seconds to Mars, America (2018).
25 maja 2018 roku Mayers wydał Testing, który spotkał się z pozytywnymi recenzjami krytyków. Album zadebiutował na czwartym miejscu na liście przebojów Billboard 200 w USA, stając się trzecim z rzędu albumem Mayersa, który znalazł się w pierwszej piątce na liście, ale także albumem z małą ilością sprzedanych egzemplarzy. W drugim tygodniu album spadł na 15. miejsce, sprzedając 26 000 jednostek równoważnych sprzedaży albumu (równowartość 1000 fizycznych egzemplarzy). W kolejnym tygodniu Testing (2018) spadł na 22. miejsce na liście Billboard 200. 23 lipca 2018 roku Mayers i Tyler, the Creator ogłosili wspólny projekt WANGSAP, wydając teledysk do remiksu utworu Monic'i „Knock Knock” zatytułowany „Potato Salad” z płyty AWGE DVD (Vol. 3) wytwórni AWGE. Jednak 23 stycznia 2019 roku Tyler, the Creator ogłosił, że album ten nigdy nie powstał.

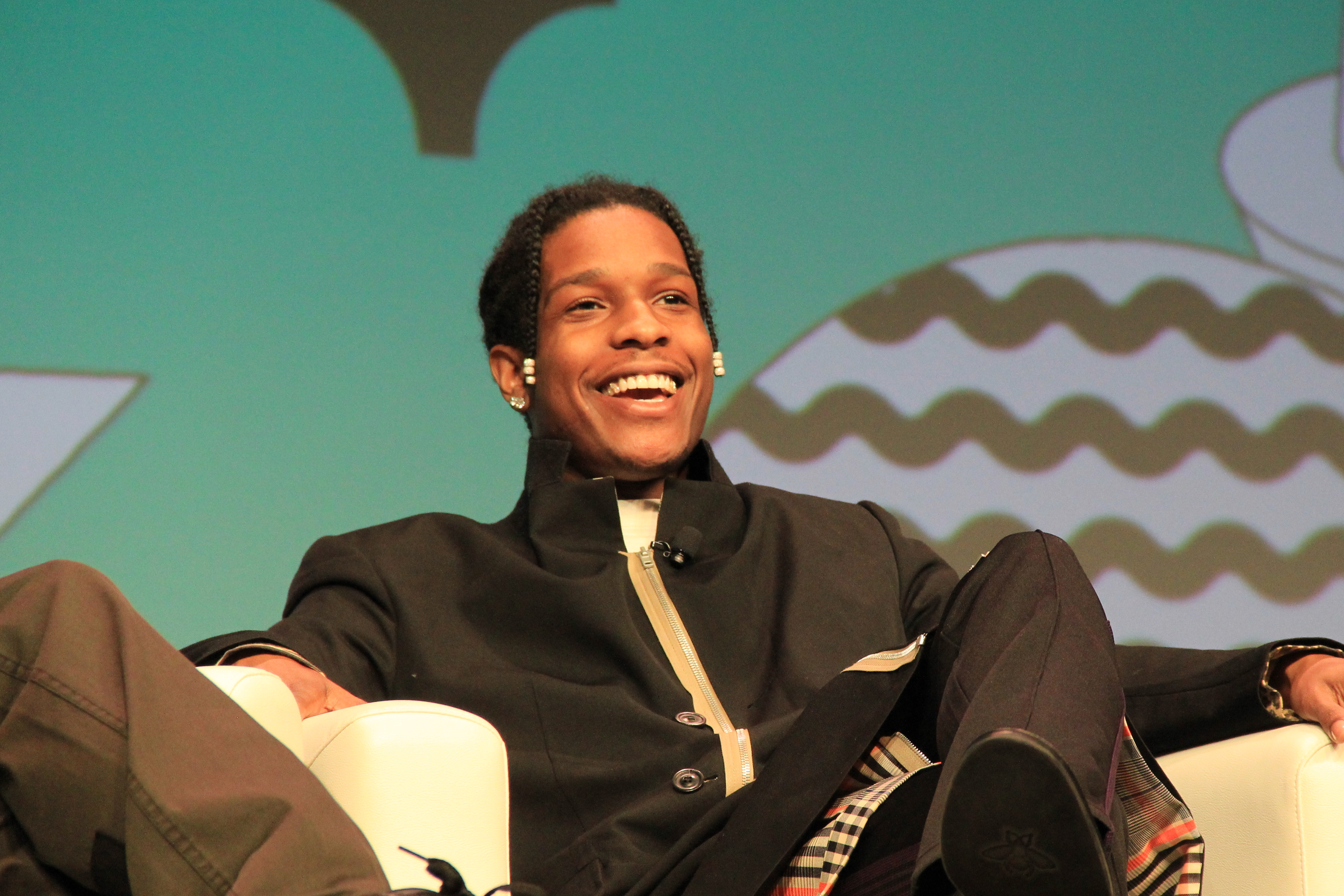
Mayers podczas South by Southwest w 2019 roku

W maju 2019 roku Juicy J ogłosił, że Mayers rozpoczął pracę nad swoim nadchodzącym albumem, wtedy zatytułowanym All Smiles. 28 sierpnia Mayers wydał teledysk do utworu „Babushka Boi”.
5 stycznia 2021 roku Mayers pojawił się na singlu „Mazza” z drugiego albumu studyjnego slowthai'a Tyron (2021). 12 lutego wydano „Rich Nigga Problems”, który później ukazał się jako soundtrack do filmu Judasz i Czarny Mesjasz (2021). 29 października 2021 roku Mayers wydał ponownie swój debiutancki mixtape z 2011 roku Live. Love. A$AP na wszystkich platformach streamingowych z okazji 10. rocznicy istnienia.
4 lutego 2022 roku Mayers wystąpił gościnnie na „Doja”, głównym singlu z trzeciego albumu $NOT'a Ethereal (2022). Mayers pojawił się w dwóch utworach: „Lost and Found Freestyle 2019” z Tylerem, the Creator'em i „Arya” z albumu Nigo, I Know Nigo!, który został wydany 25 marca 2022 roku. Mayers dołączył do Red Hot Chili Peppers jako support podczas ich międzynarodowego tournée Global Stadium Tour w 2022 roku. Po tym, jak spóźnił się na występ na Old Trafford w Manchesterze, zagrał skrócony, 20-minutowy set po występie Chili Peppers. 4 maja 2022 roku Mayers wydał singiel „D.M.B.”, a 13 grudnia wydał kolejny utwór „Shittin' Me”. 2 grudnia pojawił się na albumie producenta Metro Boomina Heroes & Villains (2022) w utworze „Feel the Fiyaaaah”, w którym wystąpił także nieżyjący już raper Takeoff, zastrzelony miesiąc przed wydaniem albumu. Tego samego dnia potwierdził, że w przyszłości powstanie nowy album wyprodukowany przez Metro Boomin. Później w tym samym miesiącu nadał swojemu nadchodzącemu czwartemu albumowi nazwę Don't Be Dumb.

### 2023–obecnie:Don't Be Dumb

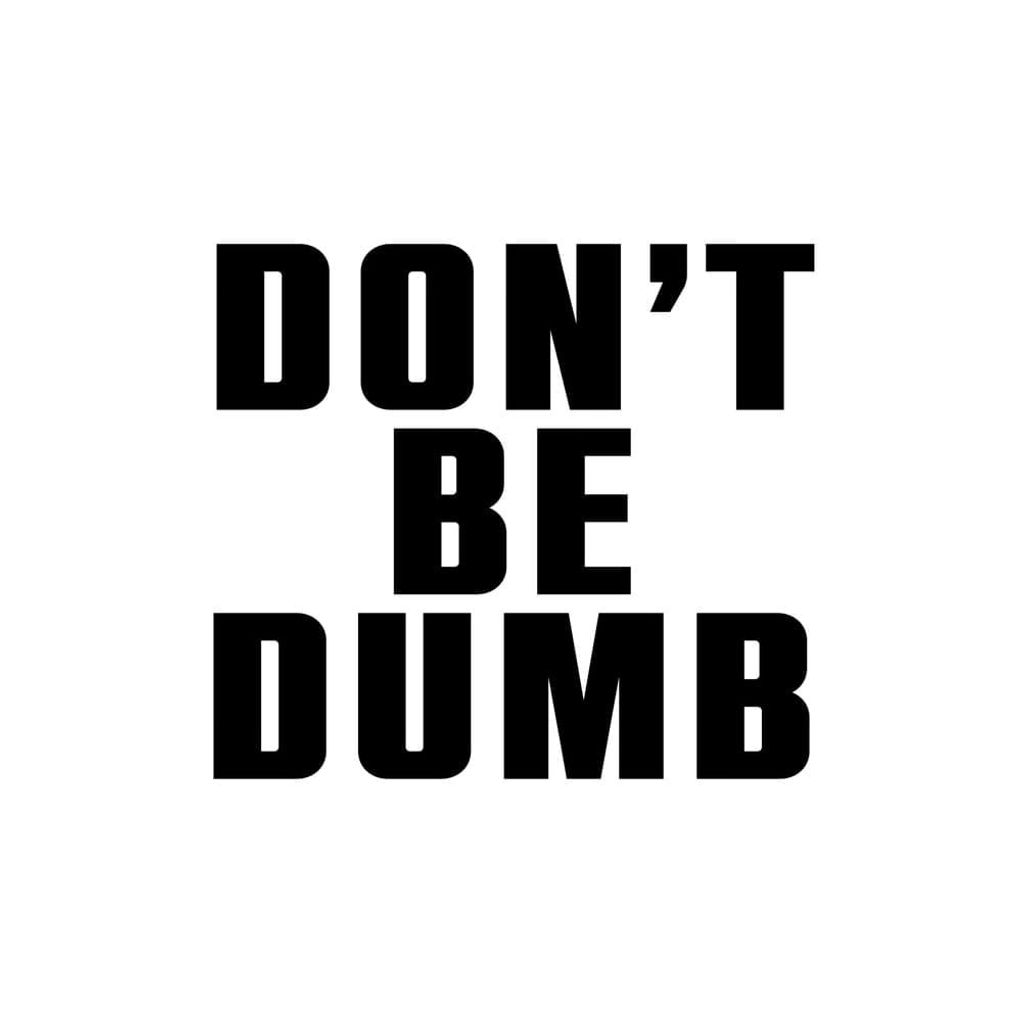
Aktualna okładka Don't Be Dumb używana do promocji albumu

5 stycznia 2023 roku Mayers pojawił się „Chit Chat” z wspólnego albumu French Montany i DJ Drama Coke Boys 6 (2023). Trzynaście dni później, 18 stycznia, ku czci zmarłego przyjaciela Mayersa A$AP Yamsa, Rocky wydał singiel „Same Problems?”, a 20 lipca Mayers udostępnił utwór nagrany wraz z Pharrell Williamsem „Riot (Rowdy Pipe'n)”, który pochodzi z nadchodzącego albumu Don't Be Dumb. 18 sierpnia wydano „I Smoked Away My Brain (I'm God x Demon Mashup)”.
23 lutego 2024 roku Mayers wraz z Anderson .Paak'iem pojawił się na „Gangsta” autorstwa zespołu Free Nationals. 21 czerwca Mayers zaprezentował swoją pierwszą kolekcje modową „American Sabotage” za pośrednictwem swojej agencji AWGE podczas Paris Fashion Week, odtwarzając trzy wcześniej nieopublikowane utwory oraz podając oficjalną datę wydania długo wyczekiwanego czwartego albumu studyjnego Don't Be Dumb na 30 sierpnia 2024 roku. 16 lipca Mayers wraz z PlayThatBoiZay wystąpił gościnnie na singlu „Hoodlumz”, promujący siódmy mixtape Denzela Curry'ego King of the Mischievous South Vol. 2 (2024). 2 sierpnia wydano oficjalny główny singiel Don't Be Dumb, „Highjack” z Jessica Pratt. 22 sierpnia podczas wywiadu dla Billboard Mayers ujawnił, że nadchodzący album będzie opóźniony aż do jesieni 2024 roku. Rocky następnie wytłumaczył na swojej platformie społecznościowej X, iż wycieki piosenek oraz problemy z zezwoleniem na użycie sampli były powodem opóźnienia daty wydania albumu. 30 sierpnia Mayers opublikował „Tailor Swif”, a tydzień później wydał drugi singiel z nadchodzącego albumu Don't Be Dumb „Ruby Rosary” wraz z gościnnym udziałem J. Cole'a. Dnia 5 lipca, Rocky wydał kolejny singiel pod nazwą „pray4dagang” z gościnnym udziałem rapera KayCyy.

## Dyskografia

### Albumy

#### Albumy studyjne
| Tytuł                | Dane dot. albumu | Najwyższe pozycja na listach | Najwyższe pozycja na listach | Najwyższe pozycja na listach | Najwyższe pozycja na listach | Najwyższe pozycja na listach | Najwyższe pozycja na listach | Najwyższe pozycja na listach | Najwyższe pozycja na listach | Sprzedaż         | Certyfikat                                                          |
| Tytuł                | Dane dot. albumu | USA                          | AUS                          | CAN                          | FRA                          | DEN                          | NZL                          | SZW                          | UK                           | Sprzedaż         | Certyfikat                                                          |
| -------------------- | --- | ---------------------------- | ---------------------------- | ---------------------------- | ---------------------------- | ---------------------------- | ---------------------------- | ---------------------------- | ---------------------------- | ---------------- | ------------------------------------------------------------------- |
| LONG. LIVE. A$AP     | - Data wydania: 15 stycznia 2013 - Wydawca: A$AP Worldwide, Polo Grounds, RCA - Format: CD, LP, digital download, streaming | 1                            | 7                            | 1                            | 21                           | 4                            | 7                            | 9                            | 7                            | - USA: 2 000 000 | - USA: 2× platyna - CAN: złoto - DAN: platyna - UK: złoto           |
| AT. LONG. LAST. A$AP | - Data wydania: 26 maja 2015 - Wydawca: A$AP Worldwide, Polo Grounds, RCA - Format: CD, LP, digital download, streaming     | 1                            | 5                            | 1                            | 42                           | 4                            | 6                            | 5                            | 10                           | - USA: 210 000   | - USA: platyna - CAN: platyna - DAN: platyna - UK: złoto            |
| Testing              | - Data wydania: 25 maja 2018 - Wydawca: A$AP Worldwide, Polo Grounds, RCA - Format: Digital download, streaming             | 4                            | 5                            | 3                            | 93                           | 3                            | 4                            | 4                            | 11                           |                  | - POL: platyna - USA: złoto - CAN: złoto - DAN: platyna - UK: złoto |
| Don't Be Dumb        | - Planowana data wydania: 2025 - Wydawca: A$AP Worldwide, Polo Grounds, RCA - Format: Digital download, streaming           | TBA                          | TBA                          | TBA                          | TBA                          | TBA                          | TBA                          | TBA                          | TBA                          | TBA              | TBA                                                                 |

#### Mixtape’y
| Tytuł            | Dane dot. mixtape'u | Najwyższe pozycja na listach | Najwyższe pozycja na listach | Najwyższe pozycja na listach | Najwyższe pozycja na listach | Najwyższe pozycja na listach | Najwyższe pozycja na listach |
| Tytuł            | Dane dot. mixtape'u | USA                          | US R&B /HH                   | US Rap                       | AUS                          | CAN                          | SZW                          |
| ---------------- | --- | ---------------------------- | ---------------------------- | ---------------------------- | ---------------------------- | ---------------------------- | ---------------------------- |
| LIVE. LOVE. A$AP | - Data wydania: 31 października 2011 - Data ponownego wydania: 29 października 2021 - Wydawca: A$AP Worldwide, Polo Grounds, RCA - Format: CD, digital download, streaming | 43                           | 22                           | 20                           | 51                           | 45                           | 31                           |

### Single
| Tytuł                                                            | Rok  | Najwyższe pozycja na listach | Najwyższe pozycja na listach | Najwyższe pozycja na listach | Najwyższe pozycja na listach | Najwyższe pozycja na listach | Certyfikat                                                                        | Album                                    |
| Tytuł                                                            | Rok  | USA                          | AUS                          | CAN                          | FRA                          | UK                           | Certyfikat                                                                        | Album                                    |
| ---------------------------------------------------------------- | ---- | ---------------------------- | ---------------------------- | ---------------------------- | ---------------------------- | ---------------------------- | --------------------------------------------------------------------------------- | ---------------------------------------- |
| „Peso”                                                           | 2011 | –                            | –                            | –                            | –                            | –                            | - USA: złoto                                                                      | LIVE. LOVE. A$AP                         |
| „Purple Swag”                                                    | 2011 | –                            | –                            | –                            | –                            | –                            | - USA: złoto                                                                      | LIVE. LOVE. A$AP                         |
| „Goldie”                                                         | 2012 | –                            | –                            | –                            | –                            | 98                           | - USA: platyna                                                                    | LONG. LIVE. A$AP                         |
| „Fuckin’ Problems” (gościnnie Drake, 2 Chainz, Kendrick Lamar)   | 2012 | 8                            | 78                           | 30                           | 78                           | 50                           | - AUS: platyna - CAN: platyna - DAN: platyna - UK: platyna - USA: 5x platyna      | LONG. LIVE. A$AP                         |
| „Wild for the Night” (gościnnie Skrillex, Birdy Nam Nam)         | 2013 | 80                           | –                            | 169                          | –                            | 43                           | - AUS: złoto - CAN: złoto - DAN: platyna - UK: srebro - USA: 2x platyna           | LONG. LIVE. A$AP                         |
| „Fashion Killa”                                                  | 2013 | –                            | –                            | –                            | –                            | 80                           | - USA: złoto                                                                      | LONG. LIVE. A$AP                         |
| „Multiply” (gościnnie Juicy J)                                   | 2014 | –                            | –                            | –                            | –                            | 184                          |                                                                                   | Niealbumowy                              |
| „Lord Pretty Flacko Jodye 2 (LPFJ2)”                             | 2015 | –                            | –                            | –                            | –                            | –                            | - USA: platyna                                                                    | AT. LONG. LAST. A$AP                     |
| „Everyday” (gościnnie Rod Stewart, Miguel, Mark Ronson)          | 2015 | 92                           | 49                           | –                            | 49                           | 56                           | - UK: srebro - USA: platyna - POL: platyna                                        | AT. LONG. LAST. A$AP                     |
| „L$D”                                                            | 2015 | 62                           | 83                           | –                            | 83                           | –                            | - AUS: platyna - USA: platyna - UK: srebro - POL: złoto                           | AT. LONG. LAST. A$AP                     |
| „Cocky” (z Gucci Mane i 21 Savage, gościnnie London on da Track) | 2018 | –                            | –                            | 83                           | –                            | –                            |                                                                                   | The Uncle Drew Motion Picture Soundtrack |
| „Bad Company” (gościnnie BlocBoy JB)                             | 2018 | –                            | –                            | 68                           | –                            | –                            |                                                                                   | Niealbumowy                              |
| „ASAP Forever” (gościnnie Moby)                                  | 2018 | 63                           | 72                           | 41                           | 100                          | 60                           | - AUS: złoto - USA: platyna - POL: złoto                                          | Testing                                  |
| „Fukk Sleep” (gościnnie: FKA twigs)                              | 2018 |                              |                              |                              |                              |                              | - POL: platyna                                                                    | Testing                                  |
| „Praise the Lord (Da Shine)” (gościnnie Skepta)                  | 2018 | 45                           | 33                           | 22                           | 92                           | 18                           | - AUS: 2x platyna - USA: platyna - CAN: 3x platyna - UK: platyna - POL 4x platyna | Testing                                  |
| „Sundress”                                                       | 2018 |                              |                              |                              |                              |                              | - POL: platyna                                                                    |                                          |
| „–” oznacza że singel nie był notowany na danej liście.          |      |                              |                              |                              |                              |                              |                                                                                   |                                          |

## Filmografia

### Filmy
| Rok  | Tytuł                                        | Rola         | Gatunek filmowy |
| ---- | -------------------------------------------- | ------------ | --------------- |
| 2015 | Dorastanie dla początkujących                | Dom          |                 |
| 2015 | Jeremy Scott: The People's Designer          | Jako on sam  | Dokumentalny    |
| 2016 | Zoolander 2                                  | Jako on sam  |                 |
| 2016 | Popstar: Never Stop Never Stopping           | Jako on sam  |                 |
| 2018 | Monster                                      | William King |                 |
| 2020 | Have a Good Trip: Adventures in Psychedelics | Jako on sam  | Dokumentalny    |
| 2021 | Stockholm Syndrome                           | Jako on sam  | Dokumentalny    |
| 2021 | A Man Named Scott                            | Jako on sam  | Dokumentalny    |
| TBA  | If I Had Legs I'd Kick You                   |              | Postprodukcja   |
| TBA  | High and Low                                 |              | Postprodukcja   |

### Telewizja
| Rok  | Tytuł               | Rola                | Uwagi                                                                  |
| ---- | ------------------- | ------------------- | ---------------------------------------------------------------------- |
| 2015 | Comedy Bang! Bang!  | Jako on sam         | Epizod: "A$AP Rocky Wears a Black Button Up Jacket and Black Sneakers" |
| 2016 | Zwierzęta           | Bodega Cat 2 (głos) | Epizod: "Flies."                                                       |
| 2016 | The Eric Andre Show | Jako on sam         | Epizod: "Stacey Dash; Jack McBrayer"                                   |

### Gry komputerowe
| Rok  | Tytuł                   | Rola        | Uwagi            |
| ---- | ----------------------- | ----------- | ---------------- |
| 2016 | Marvel Avengers Academy | Falcon      | Głos             |
| 2022 | Need for Speed Unbound  | Jako on sam | Głos i wizerunek |

## Nagrody i nominacje
| Rok  | Nagroda                         | Kategoria                            | Tytułem                                                           | Wynik     | Przypisy |
| ---- | ------------------------------- | ------------------------------------ | ----------------------------------------------------------------- | --------- | -------- |
| 2011 | BBC Sound of...                 | Sound of 2012                        | A$AP Rocky                                                        | Nominacja | [ 169 ]  |
| 2012 | BET Awards                      | Best New Artist                      | A$AP Rocky                                                        | Nominacja | [ 170 ]  |
| 2012 | BET Hip Hop Awards              | Rookie of the Year                   | A$AP Rocky                                                        | Nominacja | [ 171 ]  |
| 2012 | BET Hip Hop Awards              | Best Live Performer                  | A$AP Rocky                                                        | Nominacja | [ 171 ]  |
| 2012 | BET Hip Hop Awards              | Made-You-Look Award                  | A$AP Rocky                                                        | Nominacja | [ 171 ]  |
| 2012 | BET Hip Hop Awards              | Best Hip Hop Video                   | „Goldie”                                                          | Nominacja | [ 171 ]  |
| 2012 | BET Hip Hop Awards              | Best Mixtape                         | LIVE. LOVE. A$AP                                                  | Nominacja | [ 171 ]  |
| 2012 | BET Hip Hop Awards              | Video Director of the Year           | A$AP Rocky (with Sam Lecca)                                       | Nominacja | [ 171 ]  |
| 2012 | MTV Video Music Awards          | Best Editing                         | „Goldie”                                                          | Nominacja | [ 172 ]  |
| 2012 | MTV Europe Music Awards         | Best Look                            | A$AP Rocky                                                        | Nominacja | [ 173 ]  |
| 2012 | MTV Europe Music Awards         | US Artist About To Go Global         | A$AP Rocky                                                        | Nominacja | [ 173 ]  |
| 2013 | BET Awards                      | Best Male Hip-Hop Artist             | A$AP Rocky                                                        | Nominacja | [ 174 ]  |
| 2013 | BET Awards                      | Video Director of the Year           | A$AP Rocky                                                        | Nominacja | [ 174 ]  |
| 2013 | BET Awards                      | Video of the Year                    | „Fuckin' Problems” (featuring Drake, 2 Chainz and Kendrick Lamar) | Nominacja | [ 174 ]  |
| 2013 | BET Awards                      | Best Collaboration                   | „Fuckin' Problems” (featuring Drake, 2 Chainz and Kendrick Lamar) | Wygrana   | [ 174 ]  |
| 2013 | BET Awards                      | Viewer's Choice                      | „Fuckin' Problems” (featuring Drake, 2 Chainz and Kendrick Lamar) | Nominacja | [ 174 ]  |
| 2013 | BET Hip Hop Awards              | Best Collaboration, Duo or Group     | „Fuckin' Problems” (featuring Drake, 2 Chainz and Kendrick Lamar) | Wygrana   | [ 175 ]  |
| 2013 | BET Hip Hop Awards              | Best Hip-Hop Video                   | „Fuckin' Problems” (featuring Drake, 2 Chainz and Kendrick Lamar) | Nominacja | [ 175 ]  |
| 2013 | BET Hip Hop Awards              | People's Champ Award                 | „Fuckin' Problems” (featuring Drake, 2 Chainz and Kendrick Lamar) | Nominacja | [ 175 ]  |
| 2013 | BET Hip Hop Awards              | Best Club Banger                     | „Fuckin' Problems” (featuring Drake, 2 Chainz and Kendrick Lamar) | Nominacja | [ 175 ]  |
| 2013 | BET Hip Hop Awards              | Made-You-Look Award                  | A$AP Rocky                                                        | Wygrana   | [ 175 ]  |
| 2013 | BET Hip Hop Awards              | Video Director of the Year           | A$AP Rocky                                                        | Nominacja | [ 175 ]  |
| 2013 | MTV Video Music Awards          | Best Hip-Hop Video                   | „Fuckin' Problems” (featuring Drake, 2 Chainz and Kendrick Lamar) | Nominacja | [ 176 ]  |
| 2013 | MTV Video Music Awards Japan    | Best Hip-Hop Video                   | „Fuckin' Problems” (featuring Drake, 2 Chainz and Kendrick Lamar) | Wygrana   | [ 177 ]  |
| 2014 | Grammy Awards                   | Best Rap Song                        | „Fuckin' Problems” (featuring Drake, 2 Chainz and Kendrick Lamar) | Nominacja | [ 178 ]  |
| 2014 | World Music Awards              | World's Best Song                    | „Fuckin' Problems” (featuring Drake, 2 Chainz and Kendrick Lamar) | Nominacja | [ 179 ]  |
| 2014 | World Music Awards              | World's Best Video                   | „Fuckin' Problems” (featuring Drake, 2 Chainz and Kendrick Lamar) | Nominacja | [ 179 ]  |
| 2014 | World Music Awards              | World's Best Album                   | LONG. LIVE. A$AP                                                  | Nominacja | [ 179 ]  |
| 2014 | World Music Awards              | World's Best Male Artist             | A$AP Rocky                                                        | Nominacja | [ 179 ]  |
| 2014 | World Music Awards              | World's Best Entertainer of the Year | A$AP Rocky                                                        | Nominacja | [ 179 ]  |
| 2014 | World Music Awards              | World's Best Live Act                | A$AP Rocky                                                        | Nominacja | [ 179 ]  |
| 2014 | BET Hip Hop Awards              | Made-You-Look Award                  | A$AP Rocky                                                        | Nominacja | [ 180 ]  |
| 2015 | BET Hip Hop Awards              | Made-You-Look Award                  | A$AP Rocky                                                        | Nominacja | [ 181 ]  |
| 2015 | MTV Video Music Awards          | Best Editing                         | „L$D”                                                             | Nominacja | [ 182 ]  |
| 2016 | Grammy Awards                   | Best Music Video                     | „L$D”                                                             | Nominacja | [ 178 ]  |
| 2016 | BET Hip Hop Awards              | Made-You-Look Award                  | A$AP Rocky                                                        | Nominacja | [ 183 ]  |
| 2020 | MTV Video Music Awards          | Best Art Direction                   | „Babushka Boi”                                                    | Nominacja | [ 184 ]  |
| 2023 | Hollywood Music in Media Awards | Song - Animated Film                 | „Am I Dreaming”                                                   | Nominacja | [ 185 ]  |